# ريجنالد نيل
ريجنالد نيل (1901 - 2 أكتوبر 1964) (بالإنجليزية: Reginald Neal)‏ هو لاعب كريكت بريطاني وبريطاني (وحمل سابقاً جنسية المملكة المتحدة لبريطانيا العظمى وأيرلندا).